# Gunnar Saietz
Gunnar Saietz, född den 26 februari 1906 i Helsingborg, död 20 december 1984 i Lidingö, var en svensk direktör och förläggare. 
Efter förlagsstudier i Leipzig och en kort anställning vid Norstedt & Söner grundade han 1928 Nordiska skolmaterielförlaget Gunnar Saietz A.-B. i Stockholm. År 1938 forsattes bolaget i konkurs och förlagsverksamheten såldes till Esselte. På tidigt 1940-talet grundade han ett nytt förlag, Svenska skolmaterielförlaget Gunnar Saietz A.-B., som blev ett av den tidens större läromedelsförlag i Sverige.
Båda hans bolag var involverade i ekonomiska skandaler, där han bland annat anklagades för att ha lurat investerare på flera miljoner kronor. Han dömdes år 1958 för grovt ocker och grova bedrägeribrott till straffarbete i fem år.
Gunnar Saietz gifte sig år 1929 med Jenny Magaliff. De fick en dotter, Berit Saietz gift Feldstein.